# ماريانو أكوستا
ماريانو أكوستا (بالإسبانية: Mariano Acosta)‏ هو محامي وسياسي أرجنتيني، ولد في 8 سبتمبر 1825 في بوينس آيرس في الأرجنتين، وتوفي بنفس المكان في 17 سبتمبر 1893. حزبياً، نشط في حزب الاستقلال الوطني. وقد انتخب Governor of Buenos Aires Province ‏ وانتخب عضو مجلس النواب في الأرجنتين.